# Brit Pettersen
Brit Pettersen   (Lillehammer, 24 de novembre de 1961) és una esquiadora de fons noruega, ja retirada, que va competir durant la dècada de 1980.
Durant la seva carrera esportiva va prendre part en tres edicions dels Jocs Olímpics d'Hivern, el 1980, 1984 i 1988. En ells va guanyar tres medalles olímpiques: una de bronze en la prova de relleus 4x5 km als Jocs de Lake Placid de 1980, on formà equip amb Anette Bøe, Marit Myrmæl i Berit Aunli; i una d'or en la mateixa prova, formant equip amb Inger Helene Nybråten, Anne Jahren i Berit Aunli, i una de bronze en els 10 km, als Jocs de Sarajevo de 1984. El 1994 fou l'encarregada de dur la bandera noruega en la cerimònia inaugural dels Jocs de Lillehammer.
En el seu palmarès també destaquen quatre medalles al Campionat del Món d'esquí nòrdic, una d'or, una de plata i dues de bronze entre les edicions de 1982 i 1987. A la Copa del Món d'esquí de fons fou dues vegades segona i dues tercera de la classificació general, aconseguint deu victòries individuals entre el 1982 i 1988.
El 1986 guanyà la Medalla Holmenkollen.